# Liste der Staatsoberhäupter 1931
Übersicht
◄◄ | ◄ | 1927 | 1928 | 1929 | 1930 | Liste der Staatsoberhäupter 1931 | 1932 | 1933 | 1934 | 1935 | ► | ►►

Weitere Ereignisse

## Afrika
- Ägypten (1914–1936 britisches Protektorat)
  - Staatsoberhaupt: König Fu'ād I. (1917–1936) (bis 1922 Sultan)
  - Regierungschef: Ministerpräsident Ismail Sidqi Pascha (1930–1933, 1946)
  - Britischer Hochkommissar: Percy Lyham Loraine (1929–1933)

- Äthiopien
  - Staats- und Regierungschef: Kaiser Haile Selassie (1930–1974) (1916–1930 Regent, 1936–1941 im Exil)

- Liberia
  - Staats- und Regierungschef: Präsident Edwin Barclay (1930–1944) (bis 1932 kommissarisch)

- Südafrika
  - Staatsoberhaupt: König Georg V. (1910–1936)
    - Generalgouverneur:
      - Alexander Cambridge, 1. Earl of Athlone (1924–26. Januar 1931)
      - George Villiers, 6. Earl of Clarendon (26. Januar 1931–1937)

  - Regierungschef: Ministerpräsident J.B.M. Hertzog (1924–1939)

## Amerika

### Nordamerika
- Kanada
  - Staatsoberhaupt: König Georg V. (1910–1936)
    - Generalgouverneur:
      - Freeman Freeman-Thomas, 1. Viscount Willingdon (1926–14. Januar 1931) (1931–1936 Vizekönig von Indien)
      - Lyman Poore Duff (14. Januar 1931–4. April 1931, 1935, 1940) (kommissarisch)
      - Vere Ponsonby, 9. Earl of Bessborough (4. April 1931–1935)

  - Regierungschef: Premierminister Richard Bedford Bennett (1930–1935)

- Mexiko
  - Staats- und Regierungschef: Präsident Pascual Ortiz Rubio (1930–1932)

- Neufundland
  - Staatsoberhaupt: König Georg V. (1910–1936)
    - Gouverneur: John Middleton (1928–1932)

  - Regierungschef: Premierminister Richard Squires (1919–1923, 1928–1932)

- Vereinigte Staaten von Amerika
  - Staats- und Regierungschef: Präsident Herbert Hoover (1929–1933)

### Mittelamerika
- Costa Rica
  - Staats- und Regierungschef: Präsident Cleto González Víquez (1960–1910, 1928–1932)

- Dominikanische Republik
  - Staats- und Regierungschef: Präsident Rafael Trujillo (1930–1938, 1942–1952)

- El Salvador
  - Staats- und Regierungschef:
    - Präsident Pío Romero Bosque (1927–1. März 1931)
    - Präsident Arturo Araujo (1. März 1931–4. Dezember 1931)
    - Präsident Maximiliano Hernández Martínez (4. Dezember 1931–1934, 1935–1944) (kommissarisch)

- Guatemala
  - Staats- und Regierungschef:
    - Präsident Lázaro Chacón González (1926–2. Januar 1931)
    - Präsident José María Reina Andrade (2. Januar 1931–14. Februar 1931) (kommissarisch)
    - Präsident Jorge Ubico Castañeda (14. Februar 1931–1944)

- Haiti (1915–1934 von den USA besetzt)
  - Staats- und Regierungschef: Präsident Sténio Vincent (1930–1941)

- Honduras
  - Staats- und Regierungschef: Präsident Vicente Mejía Colindres (1919, 1929–1933)

- Kuba
  - Staats- und Regierungschef: Präsident Gerardo Machado (1925–1933)

- Nicaragua
  - Staats- und Regierungschef: Präsident José María Moncada Tapia (1929–1933)

- Panama
  - Staats- und Regierungschef:
    - Präsident Florencio Harmodio Arosemena (1928–3. Januar 1931)
    - Präsident Ricardo Joaquín Alfaro Jované (16. Januar 1931–1932) (kommissarisch)

### Südamerika
- Argentinien
  - Staats- und Regierungschef: Präsident José Félix Uriburu (1930–1932) (kommissarisch)

- Bolivien
  - Staats- und Regierungschef:
    - Präsident Carlos Blanco Galindo (1930–5. März 1931)
    - Präsident Daniel Salamanca Urey (5. März 1931–1934)

- Brasilien
  - Staats- und Regierungschef: Präsident Getúlio Vargas (1930–1945, 1951–1954) (bis 1934 kommissarisch)

- Chile
  - Staats- und Regierungschef:
    - Präsident Carlos Ibáñez del Campo (1927–29. Juni 1931, 1952–1958)
    - Präsident Juan Esteban Montero Rodríguez (29. Juli 1931–1932) (bis 4. Dezember 1931 kommissarisch)

- Ecuador
  - Staats- und Regierungschef:
    - Präsident Isidro Ayora (1926–24. August 1931)
    - Präsident Luis Larrea Alba (24. August 1931–15. Oktober 1931) (kommissarisch)
    - Präsident Alfredo Baquerizo Moreno (1912, 1916–1920, 15. Oktober 1931–1932) (kommissarisch)

- Kolumbien
  - Staats- und Regierungschef: Präsident Enrique Olaya Herrera (1930–1934)

- Paraguay
  - Staats- und Regierungschef: Präsident José Patricio Guggiari (1928–1932)

- Peru
  - Staatsoberhaupt:
    - Präsident Luis Miguel Sánchez Cerro (1930–1. März 1931, 1931–1933)
    - Vorsitzender der Übergangsjunta Mariano Holguín Maldonado (1. März 1931)
    - Vorsitzender der Übergangsjunta Ricardo Leoncio Elías Arias (1. März 1931–3. März 1931)
    - Vorsitzender der Übergangsjunta Gustavo Jiménez (5. März 1931–11. März)
    - Vorsitzender der Übergangsjunta David Samanez Ocampo (11. März 1931–8. Dezember 1931)
    - Präsident  Luis Miguel Sánchez Cerro (1930–1931, 8. Dezember 1931–1933)

  - Regierungschef:
    - vakant (1930–8. Dezember 1931)
    - Premierminister Germán Arenas y Loayza (1918–1919, 8. Dezember 1931–1932)

- Uruguay
  - Staats- und Regierungschef:
    - Präsident Juan Campisteguy (1927–1. März 1931)
    - Präsident Gabriel Terra (1. März 1931–1938)

- Venezuela
  - Staats- und Regierungschef:
    - Präsident Juan Bautista Pérez (1929–13. Juni 1931)
    - Präsident Pedro Itriago Chacín (13. Juni 1931–13. Juli 1931) (kommissarisch)
    - Präsident Juan Vicente Gómez (1909–1910, 1910–1914, 1922–1929, 1931–1935)

## Asien

### Ost-, Süd- und Südostasien
- Bhutan
  - Herrscher: König Jigme Wangchuk (1926–1952)

- China
  - Staatsoberhaupt:
    - Vorsitzender der Nationalregierung Chiang Kai-shek (1928–15. Dezember 1931, 1943–1948)
    - Vorsitzender der Nationalregierung Lin Sen (15. Dezember 1931–1943)

  - Regierungschef:
    - Vorsitzender des Exekutiv-Yuans Chiang Kai-shek (1930–15. Dezember 1931, 1935–1938, 1939–1945, 1947)
    - Vorsitzender des Exekutiv-Yuans Chen Mingshu (15. Dezember–28. Dezember 1931)
    - Vorsitzender des Exekutiv-Yuans Sun Fo (28. Dezember 1931–1932, 1948/1949)

- Britisch-Indien
  - Kaiser: Georg V. (1910–1936)
  - Vizekönig: 
    - Edward Frederick Lindley Wood (1926–1931)
    - Freeman Freeman-Thomas (1931–1936)

- Japan
  - Staatsoberhaupt: Kaiser Hirohito (1926–1989)
  - Regierungschef:
    - Premierminister Hamaguchi Osachi (1929–14. April 1931)
    - Premierminister Wakatsuki Reijirō (1926/1927, 14. April–13. Dezember 1931)
    - Premierminister Inukai Tsuyoshi (13. Dezember 1931–1932)

- Nepal
  - Staatsoberhaupt: König Tribhuvan (1911–1950, 1952/53)
  - Regierungschef: Ministerpräsident Bhim Shamsher Jang Bahadur Rana (1929–1932)

- Siam (heute: Thailand)
  - Herrscher: König Rama VII. (1925–1935)

### Vorderasien
- Irak
  - Staatsoberhaupt: König Faisal I. (1921–1933)
  - Regierungschef: Ministerpräsident Nuri as-Said (1930–1932, 1938–1940, 1941–1944, 1946/1947, 1949, 1950–1952, 1954–1957, 1958)

- Nordjemen
  - Herrscher: König Yahya bin Muhammad (1904–1948)

- Persien (heute: Iran)
  - Staatsoberhaupt: Schah Reza Schah Pahlavi (1925–1941)
  - Regierungschef: Ministerpräsident Mehdi Qoli Khan Hedayat (Mokhber-ol Saltaneh) (1927–1933)

- Transjordanien (heute: Jordanien)
  - Herrscher: Emir Abdallah ibn Husain I. (1921–1951)

### Zentralasien
- Afghanistan
  - Herrscher: König Mohammed Nadir Schah (1929–1933)

- Mongolei
  - Staatsoberhaupt: Vorsitzender des Präsidiums der Kleinen Staatskhural Losolyn Laagan (1930–1932)
  - Regierungschef: Ministerpräsident Tsengeltiin Dschigdschiddschaw (1930–1932)

- Tibet
  - Herrscher: Dalai Lama Thubten Gyatso (1878–1933)

## Australien und Ozeanien
- Australien
  - Staatsoberhaupt: König Georg V. (1910–1936)
  - Gouverneur:
    - Generalgouverneur: John Lawrence Baird Baron Stonehaven (1925–21. Januar 1931)
    - Generalgouverneur Isaac Isaacs (21. Januar 1931–1936)

  - Regierungschef: Premierminister James Scullin (1929–1932)

- Neuseeland
  - Staatsoberhaupt: König Georg V. (1910–1936)
  - Generalgouverneur Charles Bathurst (1930–1935)
  - Regierungschef: Premierminister George Forbes (1930–1935)

## Europa
- Albanien
  - Staatsoberhaupt: König Ahmet Zogu (1925–1939, 1943–1946)
  - Regierungschef: Ministerpräsident Pandeli Evangjeli (1921, 1930–1935)

- Andorra
  - Co-Fürsten:
    - Staatspräsident von Frankreich: 
      - Gaston Doumergue (1924–1931)
      - Paul Doumer (1931–1932)

    - Bischof von Urgell: Justí Guitart i Vilardebò (1920–1940)

- Belgien
  - Staatsoberhaupt: König Albert I. (1909–1934)
  - Regierungschef:
    - Ministerpräsident Henri Jaspar (1926–6. Juni 1931)
    - Ministerpräsident Jules Renkin (6. Juni 1931–1932)

- Bulgarien
  - Staatsoberhaupt: Zar Boris III. (1918–1943)
  - Regierungschef:
    - Ministerpräsident Andrei Ljaptschew (1926–29. Juni 1931)
    - Ministerpräsident Aleksandar Malinow (1908–1911, 1918, 29. Juni 1931–12. Oktober 1931)
    - Ministerpräsident Nikola Muschanow (12. Oktober 1931–1934)

- Dänemark
  - Staatsoberhaupt: König Christian X. (1912–1947) (1918–1944 König von Island)
  - Regierungschef: Ministerpräsident Thorvald Stauning (1924–1926, 1929–1942)

- Deutsches Reich
  - Staatsoberhaupt: Reichspräsident Paul von Hindenburg (1925–1934)
  - Regierungschef: Reichskanzler Heinrich Brüning (30. März 1930–1932)

- Estland
  - Staats- und Regierungschef:
    - Staatsältester Otto August Strandman (1929–12. Februar 1931)
    - Staatsältester Konstantin Päts (1921–1922, 1923–1924, 12. Februar 1931–1932, 1932–1933, 1933–1940) (1918–1919, 1934–1937 Ministerpräsident)

- Finnland
  - Staatsoberhaupt:
    - Präsident Lauri Kristian Relander (1925–1. März 1931)
    - Präsident Pehr Evind Svinhufvud (1. März 1931–1937) (1917–1918, 1930–1931 Ministerpräsident)

  - Regierungschef:
    - Ministerpräsident Pehr Evind Svinhufvud (1917–1918, 1930–16. Februar 1931) (1931–1937 Präsident)
    - Ministerpräsident Juho Heikki Vennola (1919–1920. 1921–1922, 16. Februar 1931–21. März 1931)
    - Ministerpräsident Juho Sunila (1927–1928, 21. März 1931–1932)

- Frankreich
  - Staatsoberhaupt:
    - Präsident Gaston Doumergue (1924–13. Juni 1931) (1913–1914, 1934–1944 Präsident des Ministerrats)
    - Präsident Paul Doumer (13. Juni 1931–1932)

  - Regierungschef:
    - Präsident des Ministerrats Théodore Steeg (1930–27. Januar 1931)
    - Präsident des Ministerrats Pierre Laval (27. Januar 1931–1932, 1935–1936, 1942–1944)

- Griechenland
  - Staatsoberhaupt: Präsident Alexandros Zaimis (1929–1935) (1897–1899, 1901–1902, 1915, 1916, 1917, 1926–1928 Ministerpräsident)
  - Regierungschef:
    - Ministerpräsident Eleftherios Venizelos (1910–1915, 1915, 1916–1917, 1917–1920, 1924–1924, 1928–1932, 1932, 1933)

- Irland
  - Staatsoberhaupt: König Georg V. (1922–1936)
    - Generalgouverneur James McNeill (1928–1932)

  - Regierungschef: Tsoiseach William Thomas Cosgrave (1922–1932)

- Italien
  - Staatsoberhaupt: König Viktor Emanuel III. (1900–1946)
  - Regierungschef: Duce Benito Mussolini (1922–1943)

- Jugoslawien
  - Staatsoberhaupt: König Alexander I. (1921–1934)
  - Regierungschef: Ministerpräsident Petar Živković (1929–1932)

- Lettland
  - Staatsoberhaupt: Präsident Alberts Kviesis (1930–1936)
  - Regierungschef:
    - Ministerpräsident Hugo Celmiņš (1924–1925, 1928–24. März 1931)
    - Ministerpräsident Kārlis Ulmanis (1918–1919, 1919–1921, 1925–1926, 24. März 1931–5. Dezember 1931, 1934–1940) (1936–1940 Präsident)
    - Ministerpräsident Marģers Skujenieks (1926–1928, 5. Dezember 1931–1933)

- Liechtenstein
  - Staatsoberhaupt: Fürst Franz I. (1929–1938)
  - Regierungschef Josef Hoop (1928–1945)

- Litauen
  - Staatsoberhaupt: Präsident Antanas Smetona (1918–1920, 1926–1940)
  - Regierungschef: Ministerpräsident Juozas Tūbelis (1929–1938)

- Luxemburg
  - Staatsoberhaupt: Großherzogin Charlotte (1919–1964) (1940–1945 im Exil)
  - Regierungschef: Staatsminister Joseph Bech (1926–1937, 1953–1958)

- Monaco
  - Staatsoberhaupt: Fürst Louis II. (1922–1949)
  - Regierungschef: Staatsminister Maurice Piette (1923–1932)

- Niederlande
  - Staatsoberhaupt: Königin Wilhelmina (1890–1948) (1940–1945 im Exil)
  - Regierungschef: Ministerpräsident Charles Ruijs de Beerenbrouck (1918–1925, 1929–1933)

- Norwegen
  - Staatsoberhaupt: König Haakon VII. (1906–1957) (1940–1945 im Exil)
  - Regierungschef:
    - Ministerpräsident Johan Ludwig Mowinckel (1924–1926, 1928–12. Mai 1931, 1933–1935)
    - Ministerpräsident Peder Kolstad (12. Mai 1931–1932)

- Österreich
  - Staatsoberhaupt: Bundespräsident Wilhelm Miklas (1928–1938)
  - Regierungschef:
    - Bundeskanzler Otto Ender (1930–1931)
    - Bundeskanzler Karl Buresch (1931–1932)

- Polen
  - Staatsoberhaupt: Präsident Ignacy Mościcki (1926–1939)
  - Regierungschef:
    - Präsident des Ministerrats Walery Sławek (1930, 1930–Mai 1931)
    - Präsident des Ministerrats Aleksander Prystor (Mai 1931–1933)

- Portugal
  - Staatsoberhaupt: Präsident António Óscar de Fragoso Carmona (1926–1951)
  - Regierungschef: Ministerpräsident Domingos da Costa e Oliveira (1930–1932)

- Rumänien
  - Staatsoberhaupt: König Karl II. (1930–1940)
  - Regierungschef:
    - Ministerpräsident Gheorghe G. Mironescu (1930, 1930–19. April 1931)
    - Ministerpräsident Nicolae Iorga (19. April 1931–1932)

- San Marino
  - Capitani Reggenti:
    - Valerio Pasquali (1925–1926, 1930–1. April 1931) und Gino Ceccoli (1930–1. April 1931, 1936–1937)
    - Angelo Manzoni Borghesi (1911–1912, 1917–1918, 1924, 1. April–1. Oktober 1931, 1934–1935, 1940) und Francesco Mularoni (1924, 1. April–1. Oktober 1931)
    - Domenico Suzzi Valli (1909, 1913–1914, 1928, 1. Oktober 1931–1932) und Marino Morri (1927, 1. Oktober 1931–1932, 1935–1936, 1939)

  - Regierungschef: Außenminister Giuliano Gozi (1918–1943)

- Schweden
  - Staatsoberhaupt: König Gustav V. (1907–1950)
  - Regierungschef: Ministerpräsident Carl Gustaf Ekman (1926–1928, 1930–1932)

- Schweiz[1]
  - Bundespräsident: Heinrich Häberlin (1926, 1931)
  - Bundesrat:
    - Giuseppe Motta (1911–1940)
    - Edmund Schulthess (1912–1935)
    - Jean-Marie Musy (1920–1934)
    - Heinrich Häberlin (1920–1934)
    - Marcel Pilet-Golaz (1929–1944)
    - Albert Meyer (1930–1938)
    - Rudolf Minger  (1930–1940)

- Sowjetunion
  - Parteichef: Generalsekretär der KPdSU Josef Stalin (1922–1953)
  - Staatsoberhaupt: Vorsitzender des Präsidiums des obersten Sowjets Michail Iwanowitsch Kalinin (1922–1946)
  - Regierungschef:
    - Vorsitzender des Ministerrats Wjatscheslaw Michailowitsch Molotow (1930–6. Mai 1941)

- Spanien
  - Staatsoberhaupt: 
    - König Alfons XIII. (1886–1941)
    - Präsident Niceto Alcalá Zamora (1931–1936)

  - Regierungschef:
    - Regierungspräsident Dámaso Berenguer Fusté (1930–18. Februar 1931)
    - Regierungspräsident Juan Bautista Aznar Cabañas (18. Februar–14. April 1931)
    - Regierungspräsident Niceto Alcalá Zamora (14. April–14. Oktober 1931)
    - Regierungspräsident Manuel Azaña (14. Oktober 1931–1932)

- Tschechoslowakei
  - Staatsoberhaupt: Präsident Tomáš Masaryk (1918–1935)
  - Regierungschef: Ministerpräsident František Udržal (1929–1932)

- Türkei
  - Staatsoberhaupt: Präsident Mustafa Kemal (1923–1938)
  - Regierungschef: Ministerpräsident İsmet İnönü (1923–1924, 1925–1937, 1961–1965)

- Ungarn
  - Staatsoberhaupt: Reichsverweser Miklós Horthy (1920–1944)
  - Regierungschef:
    - Ministerpräsident István Bethlen (1921–19. August 1931)
    - Ministerpräsident Gyula Károlyi (19. August 1931–1932)

- Vatikanstadt
  - Staatsoberhaupt: Papst Pius XI. (1929–1939)
  - Regierungschef: Kardinalstaatssekretär Eugenio Pacelli (1930–1939)

- Vereinigtes Königreich
  - Staatsoberhaupt: König Georg V. (1910–1936)
  - Regierungschef: Premierminister Ramsay MacDonald (1924, 1929–1935)